# Lepus fagani
A Lebre-etíope (Lepus fagani) é um leporídeo encontrado na Etiópia e no Quênia.